# Alkupis (přítok Salantu)
Alkupis je potok na západě Litvy, pramenící 1 km na sever od usedlosti Orvidů, ves Gargždelė, okres Kretinga. Teče zprvu na jih, u vsi Gargždelė obloukem stáčí až do směru severozápadního a kříží cestu Salantai - Imbarė, za kterou se ostře vrací zpět do směru jihozápadního, teče po jižním okraji Salantů, po opuštění okraje města protéká Imbarėským lesem, za kterým se stáčí na jih a dále teče po jeho západním okraji. Vlévá se do řeky Salantas na jihojihozápad od města Salantai u hradiště Imbarės piliakalnis jako jeho levý přítok 14,2 km od jeho ústí do Minije. Při řece jsou také dva hřbitovy, tři památné balvany, pohřebiště a památník obětem holokaustu.

## Přítoky
Alkupis má dva levé a dva pravé menší přítoky.

## Gramatika
Alkupis je v litevštině stejně jako v češtině v jednotném čísle rodu mužského. (Rozdíl od několika jiných litevských názvů, zakončených také na -is).